# Mazagrã

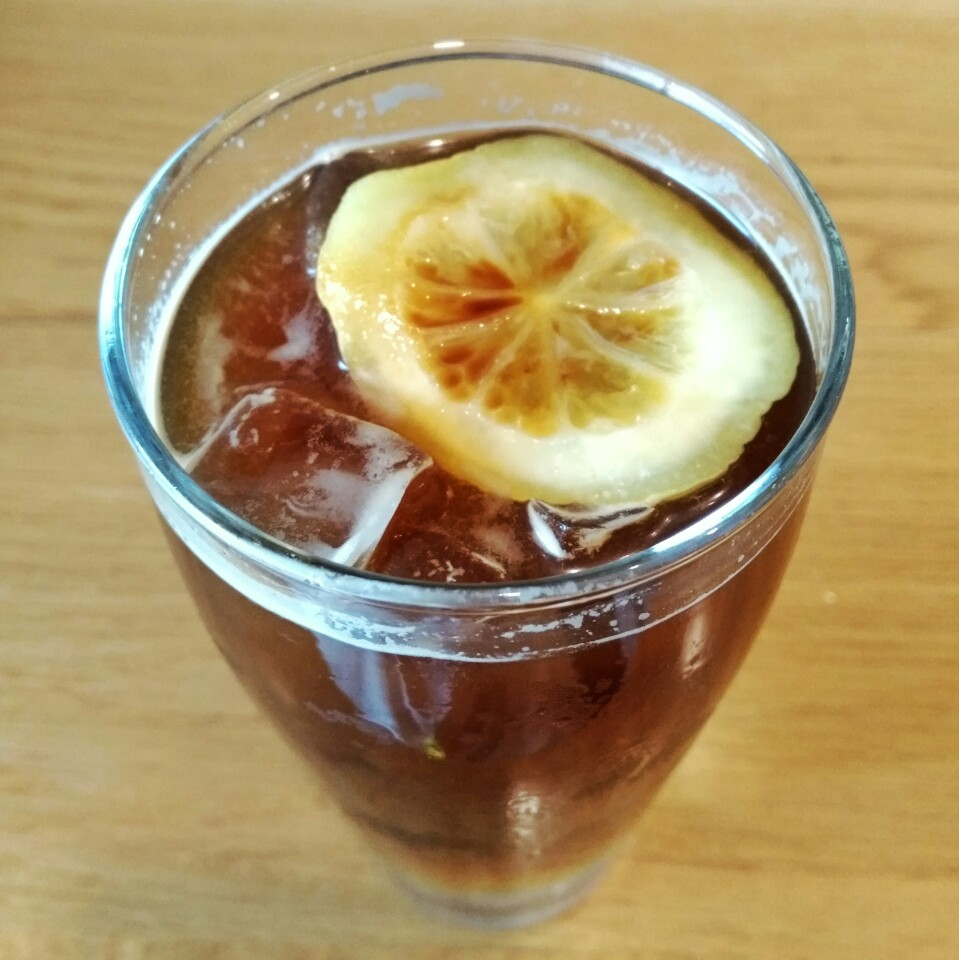
Mazagrã

Mazagrã (também chamado de mazagran, anteriormente escrito masagran)  é uma bebida fria de café adoçado que teve origem na Argélia.  Na versão portuguesa pode usar café expresso, limão, hortelã e rum, e nas versões austríacas são servidos com um cubo de gelo e incluem rum. Às vezes, uma versão mais rápida é obtida ao se deitar um café expresso previamente adoçado num copo com cubos de gelo e uma rodela de limão. Mazagrã tem sido descrito como "o café gelado original". 